# Es war einmal in Afrika
Es war einmal in Afrika ist ein portugiesisches Filmdrama der Regisseurin Margarida Cardoso aus dem Jahr 2004. Es ist die Literaturverfilmung des Romans Die Küste des Raunens der Schriftstellerin Lídia Jorge und kam am 25. November 2004 in Portugal in die Kinos.

## Handlung
Evita reist zu ihrem Verlobten Luis, einem in Mosambik stationierten Offizier im Portugiesischen Kolonialkrieg Ende der 1960er Jahre. Schnell bemerkt sie, dass sich Luis sehr verändert hat und nun vor allem seinem Vorgesetzten Forza Leal nacheifert. Als die beiden Offiziere zu einer Operation im Norden Mosambiks aufbrechen, sucht sie die Nähe der Frau Forza Leals, um herauszufinden, was Luis verändert haben könnte. Von der zurückgezogen lebenden Helena erfährt sie von Grausamkeiten und einer von Schuld und Lüge zerfressenen Kolonialgesellschaft, die ihrem Ende entgegengeht.

## Rezeption
Der Film erhielt 2005 vier Nominierungen für den Globo de Ouro in den Kategorien Bester Film, Bester Schauspieler (Filipe Duarte) sowie Beste Schauspielerin (Mónica Calle und Beatriz Batarda). Batarda wurde für ihre Darstellung der Evita mit dem Globo de Ouro ausgezeichnet.

„Die filmisch überzeugende, schlafwandlerisch sicher gestaltete Dekonstruktion einer frommen Lebenslüge, die vom Ende einer vermeintlich großen Nation erzählt und dabei den Finger auf die Wunden legt, die bis heute nicht verheilt sind. Ein Meisterwerk, das an ein Lebensgefühl erinnert und zugleich dessen Gehalt an Dichtung und Wahrheit hinterfragt.“